# لیزا مک‌شی
 لیزا مک‌شی (انگلیسی: Lisa McShea؛ زادهٔ ۲۹ اکتبر ۱۹۷۴) یک تنیس‌باز اهل استرالیا است.